# Арруда-душ-Виньюш (район)
Арруда-душ-Виньюш (порт. Arruda dos Vinhos) — район (фрегезия) в Португалии, входит в округ Лиссабон. Является составной частью муниципалитета Арруда-душ-Виньюш. По старому административному делению входил в провинцию Эштремадура. Входит в экономико-статистический субрегион Оэште, который входит в Центральный регион. Население составляет 5835 человек на 2001 год. Занимает площадь 34,24 км².
Покровителем района считается Дева Мария (порт. Maria).